# Flomaton, Alabama
Flomaton là một thị trấn thuộc quận Escambia, tiểu bang Alabama, Hoa Kỳ. Dân số năm 2009 là 1538 người, mật độ đạt 117 người/km².